# یونکرس یوت ۱۵
یونکرس یوت ۱۵ (به انگلیسی: Junkers J 15) یک هواگرد ساختِ کارخانهٔ یونکرس در کشور آلمان است. این هواگرد برای نخستین بار در ۱۹۲۱ میلادی مورد استفاده قرار گرفت.